# Zhenlong (socken i Kina, Guangxi)
Zhenlong (kinesiska: 镇龙乡, 镇龙) är en socken i Kina. Den ligger i den autonoma regionen Guangxi, i den södra delen av landet, omkring 98 kilometer öster om regionhuvudstaden Nanning. Antalet invånare är 10510. Befolkningen består av 4 783 kvinnor och 5 727 män. Barn under 15 år utgör 20,0 %, vuxna 15-64 år 64 %, och äldre över 65 år 15,0 %.
Genomsnittlig årsnederbörd är 2 217 millimeter. Den regnigaste månaden är juli, med i genomsnitt 400 mm nederbörd, och den torraste är januari, med 45 mm nederbörd.